# Dalibor Grubačević performed by the Zagreb Soloists – Live at Tuškanac Summer Stage
Dalibor Grubačević performed by the Zagreb Soloists (Live at Tuškanac Summer Stage)  naziv je petoga autorskog albuma hrvatskoga skladatelja i glazbenika Dalibora Grubačevića u izvedbi Zagrebačkih solista snimljenog uživo 13. lipnja 2020. na Ljetnoj pozornici Tuškanac. Album obuhvaća glazbu iz igranih filmova Zbog tebe, Duh u močvari (2006.) i Most na kraju svijeta, te dokumentarnih filmova Zajedno, Album i mini serije Hebrang. Objavljen je digitalno i u obliku LP vinila 1. ožujka 2021., a objavila ga je diskografska kuća Aquarius Records. Kao bonus track albumu je dodana suita iz filma Duh u močvari u izvedbi Zagrebačke filharmonije: ta je izvedba snimljena uživo u Koncertnoj dvorani Vatroslava Lisinskog 8. travnja 2016. godine.

## Popis glazbenih brojeva
| 1.    | »The Times Have Changed But We Never Do«    | Zagrebački solisti      | 3:56 |
| 2.    | »Main Theme (From The Film Because Of You)« | Zagrebački solisti      | 3:44 |
| 3.    | »Filip's Suite«                             | Zagrebački solisti      | 4:06 |
| 4.    | »Suite (From The Film Ghost In The Swamp)«  | Zagrebački solisti      | 3:08 |
| 5.    | »Sanja's Story«                             | Zagrebački solisti      | 4:32 |
| 6.    | »The Hebrang Family Theme«                  | Zagrebački solisti      | 1:49 |
| 7.    | »Medley (From The Film Together)«           | Zagrebački solisti      | 4:17 |
| 8.    | »Ricordi Del Passato (II Ricerca)«          | Zagrebački solisti      | 3:38 |
| 9.    | »Ricordi Del Passato (III Ritorno)«         | Zagrebački solisti      | 3:13 |
| 10.   | »End Title (From The Film Album)«           | Zagrebački solisti      | 2:13 |
| 11.   | »Suite (From The Film Ghost In The Swamp)«  | Zagrebačka filharmonija | 5:07 |
| 39:43 |                                             |                         |      |

## Vanjske poveznice
- Filmusicsite.com: Live at Tuškanac Summer Stage (engl.)
- Dopmagazin.com Netipičan live soundtrack albuma: Dalibor Grubačević i njegova filmska glazba  Arhivirana inačica izvorne stranice od 15. ožujka 2021. (Wayback Machine)
- Mixer.hr Parangall/ Dalibor Grubačević performed by The Zagreb Solist
- music-box.hr Filmska glazba Dalibora Grubačevića na vinilu – poticaj drugima za objavljivanjem više glazbeno-filmskih izdanja